# 红领巾女孩
《红领巾女孩：文化大革命回忆录》（英語：Red Scarf Girl: A Memoir of the Cultural Revolution）是蒋吉丽的回忆录，关于她在中国文化大革命中的经历。作者受《安妮日记》启发，撰写本书的目的是使美国人理解中国。 黄哲伦作序。